# Gravdal (Vestvågøy)
Gravdal' er et byområde med ca. 1640 indbyggere i Vestvågøy kommune i Nordland. Gravdal ligger geografisk midt på Lofoten, og er næsten sammenbygget med kommunecenteret Leknes, og har sammen med Leknes omkring over 4.300 indbyggere inderst i Buksnesfjorden.
Den ca. 10 kilometer lange strækning langs Buksnesfjordens vestside Leknes-Gravdal-Ballstad har omkring 5 000 indbyggere.
Gravdal har udsigt over Leknes.
Gravdal huser nogle af Lofotens største institutioner som lokalsygehuset "Nordlandssykehuset Lofoten" og Lofoten Maritime Fagskole.
Buksnes kirke ligger i Gravdal. Kirken er en langkirke med basilikaform og udført i dragestil, af tømmer, med 600 pladser. Den blev indviet den 22. november 1905 og restaureet mellem 1965 og 1967.
Buksnes kirkesogn er nævnt første gang i skriftlige kilder i 1324. Kirken blev i 1638 ødelagt af en storm. En ny korskirke af tre stod færdig i 1641. Denne kirke stod muligvis helt fram til 1802], da den var i en ringe stand og måtte nedrives. En ny langkirke blev bygget, delvis af tømmer fra den gamle, men kirken blev ødelagt af en storm i 1882. En ny kirke kirke blev bygget, denne gang en korskirke, som blev indviet i 1885, men den blev antændt af et lyn og nedbrændte i 1903. Den nuværende kirke blev solidt bygget for at modstå stormene.

## Kendte personer fra Gravdal
Jahn Ivar Jakobsen (1965-) er født i Gravdal. Han var en fodboldspiller, som nåede han at spille 65 kampe og score elleve mål for det norske landshold.
68°07′06″N 13°33′12″Ø / 68.11832°N 13.55339°Ø